# Hochleithen
Hochleithen – gmina w Austrii, w kraju związkowym Dolna Austria, w powiecie Mistelbach. Według Austriackiego Urzędu Statystycznego liczyła 1138 mieszkańców (1 stycznia 2014).